# Kis Róka csillagkép
A Kis Róka (latin: Vulpecula) egy csillagkép.

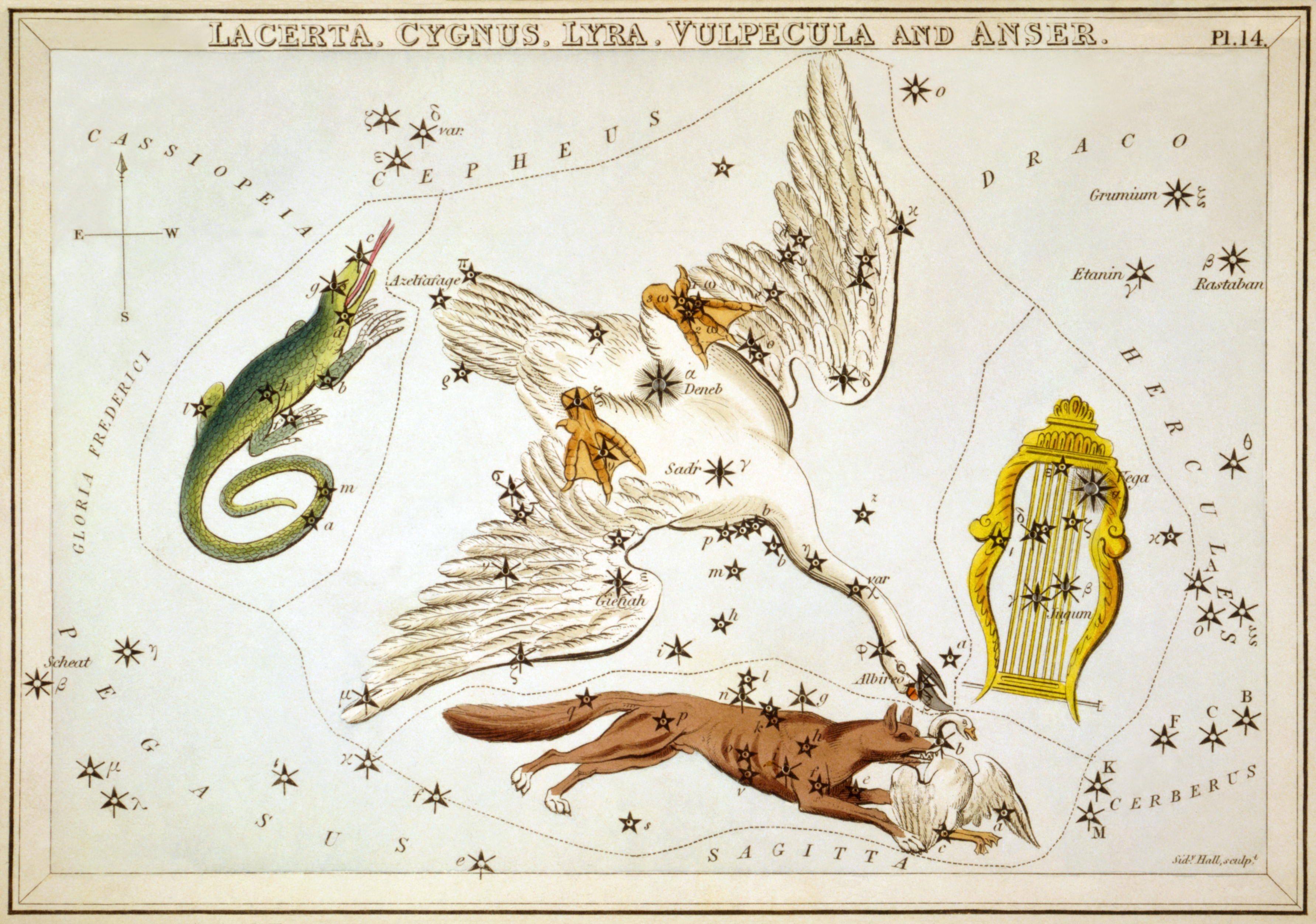
A Gyík a Hattyú, a Kis róka, a Lúd és a Lant csillagkép

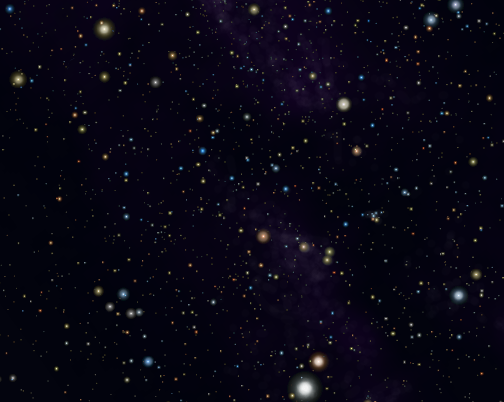
A Kis Róka csillagkép

## Története, mitológia
Az eredeti neve Vulpecula cum ansere, azaz A kis róka a lúddal vagy A kis róka és a Lúd volt. (Egy rajzon egy róka volt, lúddal az állkapcsai között.) Ebben a csillagképben találta meg Antony Hewish és Jocelyn Bell 1967-ben, Cambridge-ben az első pulzárt, a PSR B1919+21-et.

## Csillagok

### Kettőscsillag
- α Vulpeculae: vörös színű, 4,4 magnitúdós óriáscsillag. Latin nevét - Anser - ma már ritkán használják. Kísérője a tőle független, 7 ívperc távolságban lévő hatodrendű 8 Vulpeculae. A nagyon nyílt kettőscsillag kis látcsővel, binokulárral is megfigyelhető.

## Mélyég-objektumok
- Súlyzó-köd vagy Messier 27, illetve NGC 6853, planetáris köd Charles Messier francia csillagász fedezte fel 1764-ben.
- Brocchi halmaza (Collinder 399, Vállfa vagy Kabátakasztó): nyílthalmaz, a Nyíl csillagkép és a Kis róka határán található a Vállfa csillaghalmaz, amelynek egy hatod- és egy hetedrendű csillagát összekötő szakasz közepéből, mint egy kampó, négy csillag indul ki.

## Fordítás
- Ez a szócikk részben vagy egészben  a   Vulpecula című angol Wikipédia-szócikk fordításán alapul.  Az eredeti cikk szerkesztőit annak laptörténete sorolja fel. Ez a jelzés csupán a megfogalmazás eredetét és a szerzői jogokat jelzi, nem szolgál a cikkben szereplő információk forrásmegjelöléseként.